# نیکولو اسکوئیتساتو
نیکولو اسکوئیتساتو (انگلیسی: Niccolò Squizzato؛ زادهٔ ۷ ژانویهٔ ۲۰۰۲) بازیکن فوتبال اهل ایتالیا است.
وی همچنین در تیم‌های ملی فوتبال زیر ۱۵ سال ایتالیا، زیر ۱۶ سال ایتالیا، زیر ۱۷ سال ایتالیا، و زیر ۱۸ سال ایتالیا بازی کرده‌است.

## دوران باشگاهی
در ۲۴ اوت ۲۰۲۱، اسکوئیتساتو به باشگاهی حاضر در سری سی، یووه استابیا، قرض داده شد.
در ۱۹ ژوئیه ۲۰۲۲، اسکوئیتساتو به صورت قرضی به باشگاه فوتبال رناته پیوست.